# جورج کوبلر
جورج الکساندر کوبلر (به انگلیسی: George Kubler) (زاده ۲۶ ژوئیه ۱۹۱۲ - درگذشته ۳ اکتبر ۱۹۹۶) تاریخ‌دان هنر آمریکایی و یکی از برجسته‌ترین محققان هنر پیشاکلمبیایی آمریکا و هنر ایبرو-آمریکایی بود.

## زندگی
کوبلر در لس آنجلس، کالیفرنیا به دنیا آمد، اما تحصیلات اولیه او در اروپا بوده‌است. او دبیرستان را در آکادمی وسترن رزرو در هادسون، اوهایو گذراند. سپس به دانشگاه ییل رفت و در آن‌جا مدرک بی‌ای (۱۹۳۶) و پی‌اچ‌دی (۱۹۴۰) را تحت هدایت هانری فوسیلون دریافت کرد. از سال ۱۹۳۸ به بعد، کوبلر عضو هیئت علمی دانشگاه ییل بود و پس از آن، در دوران بازنشستگی، یک پژوهشگر ارشد بود. او جوایز متعددی از جمله سه کمک‌هزینه تحصیلی گوگنهایم، کمک مالی شورای انجمن‌های دانش‌آموختگان آمریکا برای تحقیقات در مکزیک و نشان عقاب آزتک توسط دولت مکزیک دریافت کرد. او همچنین در سال‌های ۱۹۸۵–۱۹۸۶ به‌عنوان استاد در مرکز مطالعات پیشرفته در نگارخانه ملی هنر در واشینگتن دی. سی. منصوب شد. او عضو فرهنگستان هنر و علوم آمریکا وانجمن فیلسوفان آمریکا بود. او در سال ۱۹۹۱ مدال ویلیام کلاید دوین را دریافت کرد.
کار نظری اصلی کوبلر، کتاب «شکل زمان: اظهاراتی در مورد تاریخ چیزها» تأثیر عمده‌ای بر استر پاستوری، رابرت اسمیتسون، دونالد جاد، اد راینهارت، رابرت موریس و دیگران داشت.
او همچنین دستی در تعریف «معماری پرتغالی» داشت، و این دوره معماری را با توجه به دانش خود از مجموعه‌ای از ساختمان‌های ساده و تقریباً بدون تزئینات متعلق به قرن شانزدهم نام‌گذاری کرد.

## آثار

### کتاب‌ها
- «معماری مکزیکی قرن شانزدهم». ۲ جلد، نیوهیون: انتشارات دانشگاه ییل ۱۹۴۸.
- «تقویم تووار» (با چارلز گیبسون. مم کانکتیکات آکا. هنر و علم، ج. ۱۱. نیوهون ۱۹۵۱.
- «هنر و معماری آمریکای باستان: مردم مکزیک، مایا و آند». نیویورک: پنگوئن ۱۹۶۲.
- «شکل زمان: نکاتی در مورد تاریخ اشیا». نیوهیون: انتشارات دانشگاه ییل ۱۹۶۲.

### مقالات
- «جنبش‌های جمعیت در مکزیک»، ۱۵۲۰–۱۶۰۰، بررسی تاریخی هیسپانیک آمریکایی، جلد. ۲2 (1942): ۶۰۶–۴۳.
- «چرخه زندگی و مرگ در فرهنگ کلان‌شهر آزتک». Gazette des Beaux Arts, 23 (1943): 257-68.
- «چیچن-ایتزا و تولا»، Estudios de Cultura Maya, 1: (1961) 47-80.
- «شکل‌نگاری هنر Teotihuacan: مجموعه پیش از کلمبیا»، Dumbarton Oaks. مطالعات در هنر پیش‌کلمبیا و باستان‌شناسی، شماره. ۴. واشینگتن، دی سی ۱۹۶۷.